# Veliko Tarnovo
Veliko Tarnovo (bolgárul: Велико Търново) város Bulgáriában, a róla elnevezett megye székhelye. Régi magyar neve Tövisvár. A város két ízben is betöltötte Bulgária fővárosának szerepét, előbb 1185–1393 között, majd 1878–1879 között is. Történelmi szerepéből és festői, ódon látványából adódóan napjainkig Bulgária egyik, turisták által leginkább látogatott városa, emellett Észak-Bulgária adminisztratív, gazdasági és kulturális központjának is számít.

## Fekvése

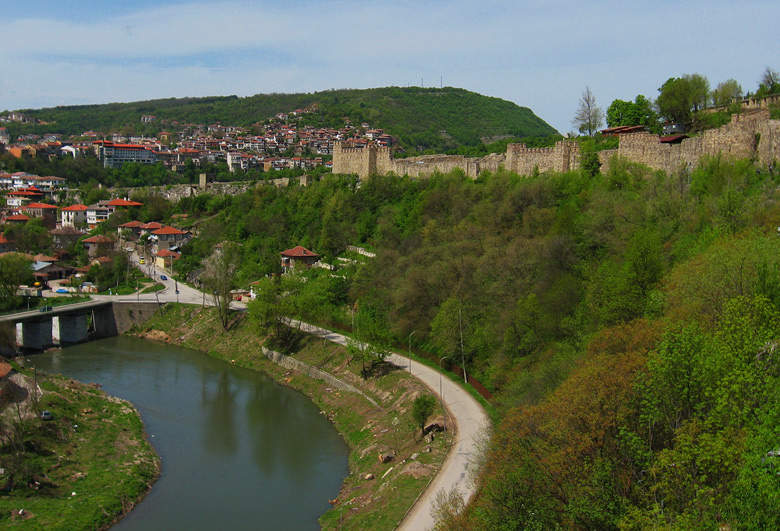
A Jantra Veliko Tarnovónál

Veliko Tarnovo Bulgária északi részén helyezkedik el, a Balkán-hegység előterében, 212 m-s tengerszint feletti magasságon. A várost keresztülszeli a Jantra folyó.

## Története

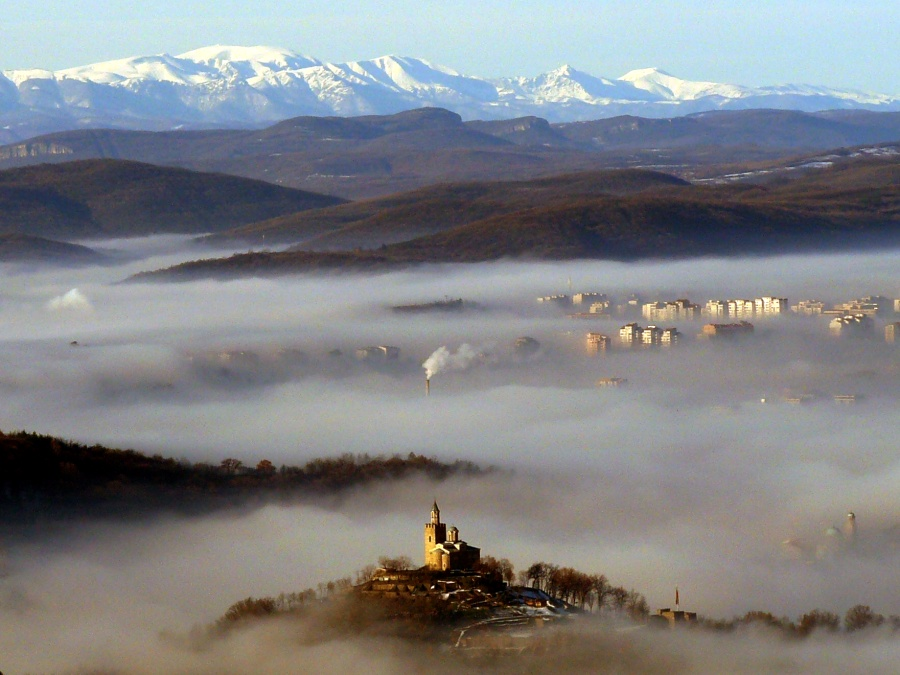
A város látképe, háttérben a Balkán-hegység

Veliko Tarnovo egyike Bulgária legrégebben lakott településeinek. A legelső, emberi életre utaló nyomok az i.e. 3. évezredből származnak és a Jantra melletti Trapezitsa dombról kerültek elő. 
A jelenlegi települést először a 12. század elején említik írásos források Tarnovgrad néven. Mikor Péter (a későbbi II. Péter bolgár cár) és Iván Aszen több mint száz évig tartó bizánci uralom után ismét kivívták Bulgária függetlenségét, 1185-ben Tarnovot tették meg országuk fővárosává. A 12. és 14. század között a város Bulgária legfontosabb politikai, gazdasági, vallási és kulturális központjává vált. Ebben az időszakban jelentős örmény, zsidó és „nyugati” kereskedőrétege is volt a városnak, a régészeti ásatások eredményei alapján feltételezhető, hogy a nyugati kereskedőknek saját, római-katolikus templomuk is volt. 
Tarnovo fővárosi státuszának az Oszmán Birodalom terjeszkedése vetett véget. 1393-ban az oszmán-törökök ostrom alá vették a várost, mely közel három hónapig kitartott, de július 17-én elesett. A bolgár cár Nikápolyba tette át udvarát, de 1395-ben az is oszmán uralom alá került, a Bolgár Cárság teljes területével együtt. 
Az oszmánok Tarnovot a Rumélia vilajetbe osztották be, melyen belül egy szandzsák székhelye volt. A 19. században a város fontos szerepet töltött be a bolgár függetlenségi mozgalom célra vitelében, melynek eredményeként 1878-ban Bulgária autonómiát kapott az Oszmán Birodalmon belül (teljes függetlenségét csak 1908-ban nyerte el). Habár az első, független bolgár parlament Tarnovóban gyűlt össze és itt fogadták el az ország alkotmányát is, alig egy év múlva a teljes bolgár törvényhozás Szófiába költözött. Ennek ellenére I. Ferdinánd bolgár cár 1908-ban a város ortodox katedrálisában kiáltotta ki az ország függetlenségét, így tisztelegve a város történelmi múltja előtt. 
1965-ben az addig hivatalosan Tarnovónak nevezett várost átnevezték Veliko Tarnovóvá („Nagy Tarnovo”). 1963-ban megnyitotta kapuit a tarnovoi egyetem, melyet Szent Cirill és Szent Metódról neveztek el.

## Lakossága
A 2011-es népszámlálás adatai szerint a város lakossága 68 783 fő. Nemzetiségi összetétel szerint a lakosság 95,5%-a bolgár, 3,6%-a török, 0,2%-a cigány, 0,4%-a egyéb nemzetiségű, míg 0,3%-a nem vallotta be nemzeti hovatartozását.